# Portmoneum

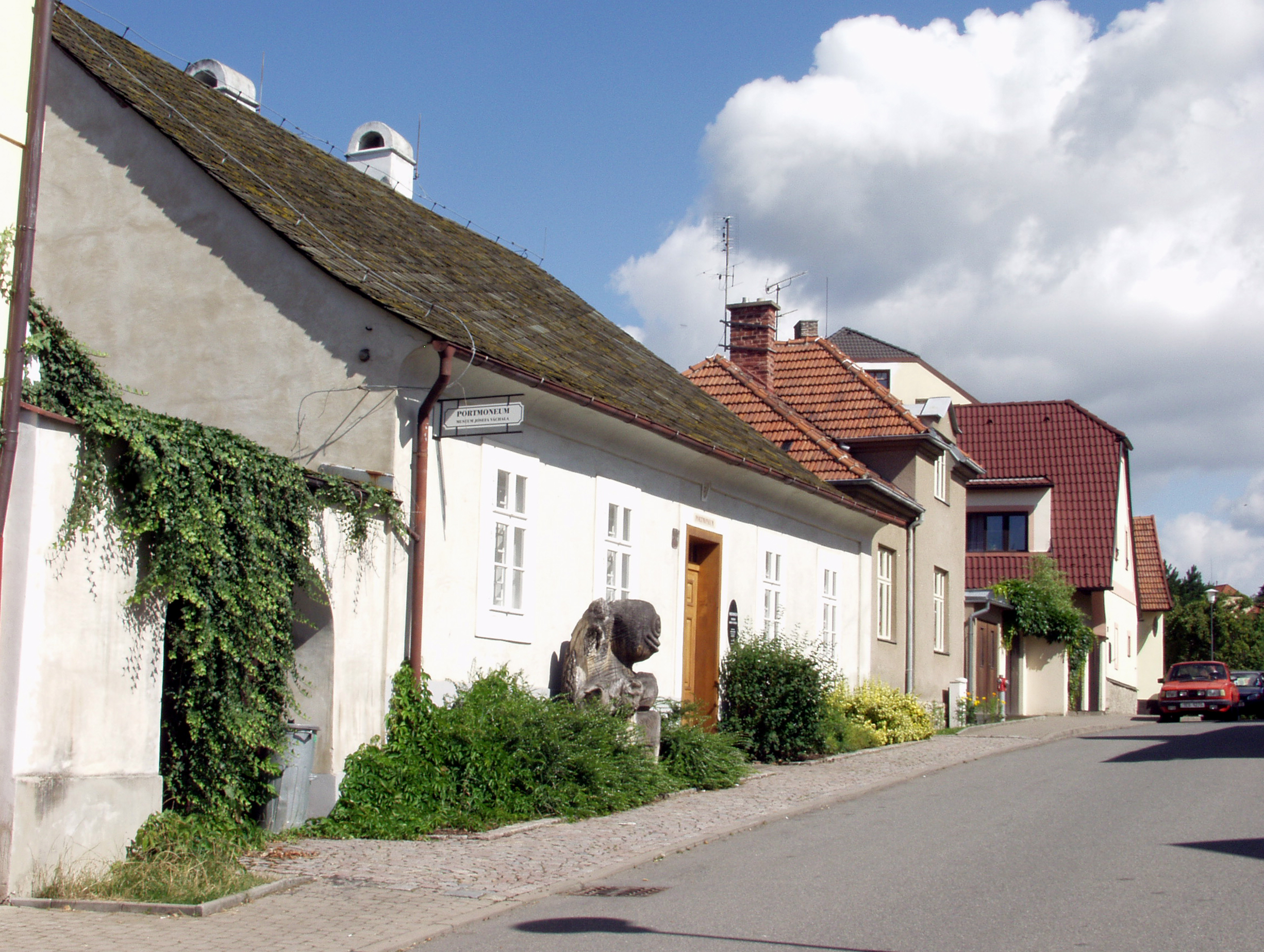
Portmoneum – Litomyšl

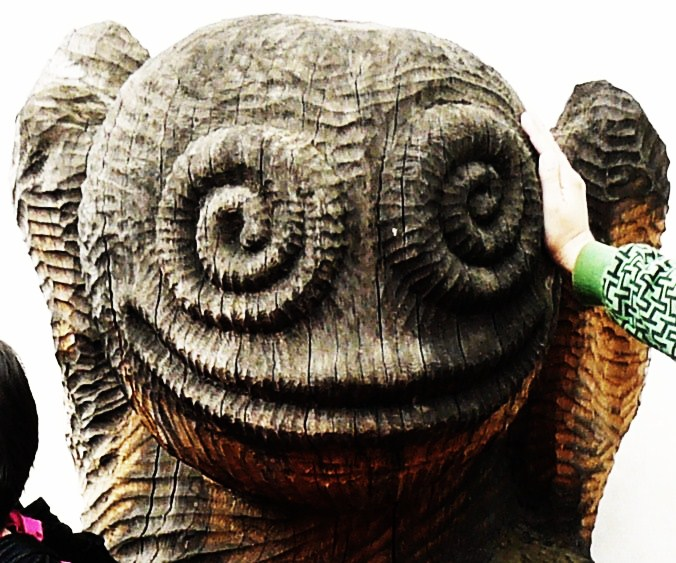
Okouník

Portmoneum – budynek przy ul. Terézy Novákové 75 w Litomyšli (Czechy, Kraj pardubicki) w pobliżu tamtejszego zamku.

## Historia i wnętrze
Dom należał do celnika Josefa Portmana, zmarłego w 1968. Był on wielbicielem ekspresjonistycznej sztuki Josefa Váchala (1884–1969), któremu zlecił pomalowanie dwóch izb w budynku. Váchal w latach 20. XX wieku, wymalował nie tylko ściany i sufit, ale także sprzęty zlokalizowane wewnątrz (stół, krzesła, łoże).  Powstało jednorodne dzieło, swoisty horror vacui, pełne scen z demonami, zwierzętami, planetami, zbójcami i świętymi, a także samym artystą w charakterze szczurołapa.

## Muzeum
Architektura samego budynku jest niepozorna i niczym się nie wyróżnia. Muzeum Váchala otwarto tu w 1993 z inicjatywy wydawnictwa Paseka, które przyjęło imię artysty. Gromadzi ono pamiątki po kontrowersyjnym twórcy i jego mecenasie – celniku Portmanie, w tym sugestywne zdjęcia Dagmary Hochovéj. Przed wejściem do Portmoneum stoi drewniana rzeźba Okouník (Karmazyn), której autorką jest Vanesa Trostová. Rzeźba, przedstawia rybę z wybałuszonymi, świdrującymi oczami i nawiązuje do ekspresyjnych osiągnięć Váchala.